# یانیکووو
یانیکووو (به لاتین: Janikowo) یک شهرک در لهستان است که در شهرستان اینوروتسواف واقع شده‌است.

## خصوصیات
یانیکووو ۹٫۵۱ کیلومترمربع مساحت و ۹٬۱۱۱ نفر جمعیت دارد.